# Coritiba Foot Ball Club
Coritiba Foot Ball Club je fotbalový klub ze Paraná, který se pravidelně účastní nejvyšší brazilské fotbalové soutěže, Série A. Coritiba vznikl v roce 1909 a mezi fanoušky je přezdíván jako Coxa. Své domácí zápasy hraje na Estádio Major Antônio Couto Pereira.
Největšími rivaly jsou Atlético-PR a Paraná.

## Úspěchy

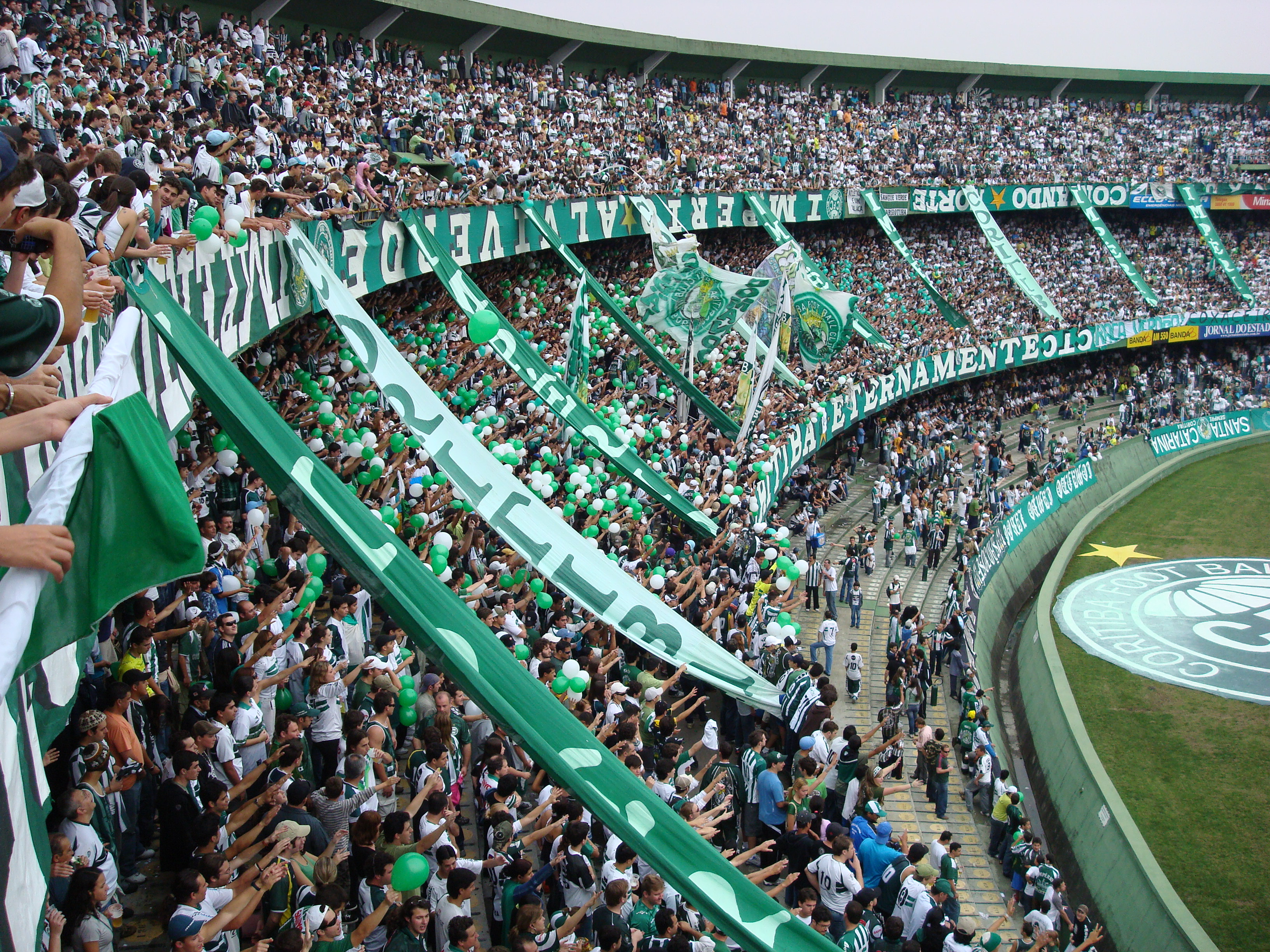
Estádio Major Antônio Couto Pereira

- vítěz brazilské ligy:

1985
- vítěz Paraná ligy:

1916, 1927, 1931, 1933, 1935, 1939, 1941, 1942, 1946, 1947, 1951, 1952, 1954, 1956, 1957, 1959, 1960, 1968, 1969, 1971, 1972, 1973, 1974, 1975, 1976, 1978, 1979, 1986, 1989, 1999, 2003, 2004, 2008, 2010, 2011, 2012, 2013